# Introduction to Algorithms
《Introduction to Algorithms》는 알고리즘 입문서이다. 다트머스 대학교 교수 토머스 H. 코르먼, 매사추세츠 공과대학교 교수 찰스 E. 레이서슨과 로널드 "론" L. 라이베스트, 컬럼비아 대학교 교수 클리포드 스타인 네 명이 같이 지은 책으로, 저자들 이름의 머릿글자를 따서 CLRS라고 부르기도 한다. 이 책 1판은 스타인이 참여하지 않았기 때문에 나머지 세 사람의 머릿글자를 따서 CLR이라고 불렸다. 표지의 모빌은 더 필립스 컬랙션에서 소장하고 있는 알렉산더 칼더의 빅 레드(Big red)이다. 예제는 서적에 동봉되어 있는 CD-ROM에 자바로 코딩된 소스파일이 준비되어 있다.
대한민국에는 같은 제목으로 서울대학교의 문병로, 심규석, 충북대학교의 이충세 교수가 번역하여 2판(2005년)과 3판(2014년)을 출간하였고, 4판(2024년)에서는 이충세 교수가 빠지고, 광운대학교의 김용혁, 서울대학교의 황승원 교수가 번역에 참여하였다.
CLRS는 내용이 충실하기 때문에 많은 대학의 전산학 관련 학과에서 알고리즘 강의 교재로 사용한다. 또한 수많은 논문에서 인용하기 때문에, 참고 문헌 목록에서 쉽게 볼 수 있는 책이기도 하다. 2006년 9월 조사에 따르면 CiteSeer에서 이 책이 전산학 논문 인용 횟수 2위를 기록했다.
2022년 4월에 4판이 출간되었다.